# تاسیاگا
تاسیاگا (به لاتین: Tassiga) یک منطقهٔ مسکونی در مالی است که در استان گائو واقع شده‌است. تاسیاگا ۲۴۷ متر بالاتر از سطح دریا واقع شده‌است.